# Cruz

Uma cruz grega (reta, todos os braços de mesmo tamanho). Se estiver girada 45 graus, será um sautor ou ainda o símbolo da Wehrmacht.

Cruz (do latim cruce) é uma figura geométrica, formada por duas linhas ou barras que se cruzam em ângulo de 90°, dividindo uma das linhas, ou ambas, ao meio. As linhas normalmente se apresentam na horizontal e na vertical; se estiverem na diagonal, a figura é chamada de sautor, ou aspa.
A cruz é um dos símbolos humanos mais antigos e é usada por diversas religiões, principalmente a católica. Alguns cristãos não a usam como símbolo, como por exemplo as Testemunhas de Jeová.
Na subcultura gótica, surgida ao final da década de 1970, o símbolo geralmente representa sofrimento, dor ou angústia

## No cristianismo
Um dos símbolos mais utilizados na religião é a cruz. A Encyclopædia Britannica chama a cruz de “o principal símbolo da religião cristã”. Num julgamento em tribunal na Grécia, a Igreja Ortodoxa Grega chegou a afirmar que aqueles que rejeitam a "Santa Cruz" não são cristãos. “Encontraram-se diversos objetos, datando de longos períodos anteriores à Era Cristã, marcados com cruzes de feitios diferentes, em quase cada parte do mundo antigo. A Índia, a Síria, a Pérsia e o Egito produziram todos muitos exemplos, ao passo que em quase toda a parte da Europa se encontraram numerosos casos, datando desde a parte posterior da Idade da Pedra até os tempos cristãos. O uso da cruz como símbolo religioso em tempos pré-cristãos e entre povos não-cristãos provavelmente pode ser considerado como quase universal, e em muitíssimos casos ligava-se a alguma forma de culto da natureza.” —  Encyclopœdia Britannica, 1946, Vol. 6, página 753.
Concernente aos cristãos do primeiro século, a obra History of the Christian Church diz: "Não se usava o crucifixo e nenhuma representação material da cruz."- (Nova Iorque,1897). J. F. Hurst, Vol. I, P. 366. Durante o primeiro século do cristianismo, a cruz era raramente usada na iconografia cristã, uma vez que representa propositadamente um doloroso método de execução pública. O Ichthys, ou símbolo do peixe, era mais utilizado pelos primeiros cristãos.
No entanto, o símbolo da cruz já foi associado aos cristãos no segundo século, como é indicado nos argumentos anticristãos citados por Octavius, capítulos IX e XXIX, escrito no final do mesmo século ou no início do próximo, até o início do terceiro século a cruz tinha-se tornado tão estreitamente associada a Cristo que Clemente de Alexandria, que morreu entre 211 e 216, usou a ambiguidade da frase τὸ κυριακὸν σημεῖον (o sinal do Senhor) para significar cruz, pois a epístola apócrifa de Barnabé, tem o número 318 (em grego numerais, ΤΙΗ) em Gênesis 14:14 foi interpretada como uma numerologia para cruz (T, na posição vertical) e de Jesus (ΙΗ, as primeiras duas letras do seu nome ΙΗΣΟΥΣ, a posição dos 18), e seu contemporâneo Tertuliano designou os crentes cristãos como crucis religiosi, ou seja "devotos da Cruz." Em seu livro De Corona, escrito em 204, diz Tertuliano diz que já era uma tradição para os cristãos fazer em sua testa o sinal da cruz. Muitos estudiosos consideram que a cruz teria sido adotada pelo cristianismo por seus próprios méritos, devido às suas conotações metafísicas, porém alguns historiadores sugerem que a cruz surgiu originalmente de um símbolo pagão:
| “ | A forma da [cruz de duas vigas] teve sua origem na antiga Caldeia e foi usada como símbolo do deus Tamuz (tendo a forma do Tau místico, a letra inicial de seu nome)naquele país e em terras adjacentes no Egito. Por volta dos meados do 3º séc. A.D., as igrejas ou se haviam apartado ou tinham arrematado certas doutrinas da fé cristã. A fim de aumentar o prestígio do sistema eclesiástico apóstata, aceitavam-se pagãos nas igrejas, à parte de uma regeneração pela fé, e permitia-se-lhes em grande parte reter seus sinais e símbolos pagãos. Assim se adotou o Tau ou T, na sua forma mais frequente, com a peça transversal abaixada um pouco, para representar a cruz de Cristo. | ” |
|   | — An Expository Dictionary of New Testament Words. |   |

A Enciclopédia Judaica diz:
| “ | A cruz como um símbolo cristão (...) entrou em uso pelo menos no segundo século (ver "apost. Const." Iii. 17; epístola de Barnabé, XI.-xii.; Justin, "Apologia", i . 55-60; "Dial. cum Tryph". 85-97) e à marcação de uma cruz sobre a testa e do tórax foi considerado como um talismã contra os poderes dos demônios. | ” |
|   | — Tertuliano. |   |

## Na heráldica
As cruzes seguintes são empregadas exclusiva ou principalmente em heráldica.
| Tipo de cruz                    | Descrição | Imagem |
| ------------------------------- | --- | ------ |
| Cruz heráldica                  | A cruz heráldica simples apresenta braços de mesmo comprimento, acompanhando as proporções do escudo. |        |
| Cruz em trevo                   | Com as extremidades dos braços em forma de trevo. |        |
| Cruz de Portugal                | A cruz da Ordem de Cristo de Portugal é uma cruz vermelha e cada um dos seus braços é barrado. |        |
| Cruz recruzada                  | Cada um dos braços da cruz é barrado. |        |
| Cruz de Jerusalém               | Foi a insígnia do Reino Latino de Jerusalém, que existiu por cerca de duzentos anos após a Primeira Cruzada. As quatro cruzetas nos cantos simbolizariam ou os quatro Evangelhos ou as quatro direções nas quais a palavra de Cristo se espalhou, a partir de Jerusalém. Ou as cinco cruzes podem simbolizar as cinco chagas de Cristo durante a Paixão. |        |
| Cruz florenciada                | As extremidades dos braços têm forma semelhante à flor-de-lis. |        |
| Cruz bifurcada (fourchée)       | Com as extremidades em forma de garfo. |        |
| Cruz de Malta                   | Seus braços estreitam na direção do centro e são chanfrados nas extremidades. Também conhecida como Cruz de São João. |        |
| Cruz ancorada (moline)          | Suas extremidades são divididas e as pontas resultantes são curvadas. |        |
| Cruz patonce                    | Intermediária entre a cruz pátea e a florenciada. Algumas fontes a chamam de Cruz floreada. |        |
| Cruz Pátea                      | Seus braços se estreitam na direção do centro, mas não apresentam extremidades chanfradas. |        |
| Cruz de Cantuária               | Mais similar à Cruz Pátea, mas com braços convexos a sus extremidades. Associada com a Igreja da Inglaterra. |        |
| Cruz arménia                    | Também conhecida como cruz floreada; uma cruz latina com braços chanfrados e dois trifólios nas extremidades. Associada com a Arménia, onde é presente nos lápides e memoriais (khachkars). |        |
| Cruz bordonada (pommée)         | Com as extremidades em forma de bordão. |        |
| Cruz potenteia                  | Suas extremidades são barradas. |        |
| Cruz de Lorena                  | Uma cruz com duas barras horizontais. Este símbolo está associado com Lorena e França Livre, e também está presente em os brasões da Eslováquia, Hungria e Lituânia. |        |
| Quadrática                      | Uma cruz com um quadrado no ponto de intersecção. |        |
| Cruz românica de consagração    | Tripla e entrelaçada. |        |
| Cruz oca                        | Também conhecida como Gammadia, é uma Cruz Grega com a parte central dos braços removida. “Gamadia” vem da aparência de quatro letras gregas gama agrupadas. |        |
| Cruz tetragrâmica               | Também conhecida como Cruz Sérvia, é uma cruz grega com quatro letras em cada canto que, originalmente, foram consideradas como letras gregas beta. Foi associada com o Império Bizantino, e as letras foram os iniciais do frase grego que significa: "Rei dos reis governando sobre reis". Hoje, está associada com a Sérvia, presente no brasão e na bandeira do país, e com a Igreja Ortodoxa Sérvia. As letras, por aparência, são consideradas como letras cirílicas "C" (S no alfabeto latim). |        |
| Cruz de Santo André (decussata) | A cruz decussata, conhecida também pelos nomes de sautor ou cruz de Santo André, é um símbolo heráldico na forma de cruz diagonal ou na letra X. Segundo a tradição cristã, o apóstolo André foi martirizado em uma cruz desta forma. Este símbolo também está presente em várias bandeiras, brasões e selos como nas bandeiras da Escócia e Jamaica. |        |
| Cruz nórdica                    | Também conhecida como cruz escandinava, é um símbolo heráldico na forma de cruz com o braço a direita mais longa que os outros. Foi originalmente associado com a bandeira da Dinamarca, e é hoje presente nas bandeiras de todos os países escandinavos. |        |
| Ankh                            | Também conhecida como cruz ansata, era na escrita hieroglífica egípcia o símbolo da vida. Conhecido também como símbolo da vida eterna. Os egípcios a usavam para indicar a vida após a morte. |        |
| Cruz ortodoxa                   | Uma cruz com dois barras horizontais, e uma barra diagonal. A barra diagonal aponta a esquerda porque o criminal virtuoso foi a esquerda de Jesus à sua crucifixão. Este símbolo está associado com a Igreja Ortodoxa Russa em particular. |        |

Há diversas outras variações da cruz em heráldica.

## Em bandeiras
Diversas bandeiras nacionais apresentam cruzes, inclusive as de todas as nações escandinavas. Vários países do Hemisfério Sul têm o Cruzeiro do Sul representado em suas bandeiras.
- Bandeira da Austrália ("Union Jack" e o Cruzeiro do Sul)
- Bandeira do Brasil (Cruzeiro do Sul)
- Bandeira do Burundi
- Bandeira da Dominica
- Bandeira da Dinamarca (a Danebrogen)
- Bandeira da Escócia
- Bandeira da Finlândia
- Bandeira da Grécia
- Bandeira da Geórgia
- Bandeira da Inglaterra
- Bandeira da Islândia
- Bandeira da Jamaica
- Bandeira de Malta
- Bandeira da Noruega
- Bandeira da Nova Zelândia ("Union Jack" e o Cruzeiro do Sul)
- Bandeira da Papua Nova Guiné (Cruzeiro do Sul)
- Bandeira de Portugal
- Bandeira do Reino Unido (a Union Jack)
- Bandeira da República Dominicana
- Bandeira de Samoa (Cruzeiro do Sul)
- Bandeira da Sérvia (na brasão sobre a bandeira)
- Bandeira da Suécia
- Bandeira da Suíça
- Bandeira de Tonga
- Bandeira de Wallis e Futuna (bandeira da França)

## Outros usos da cruz
O Cruzeiro do Sul (Crux) é uma constelação em forma de cruz no Hemisfério Sul.
A cruz mais alta, de 152,4 metros de altura, faz parte do Monumento Nacional de Santa Cruz del Valle de los Caidos, na Espanha.
Cruz Alta - município brasileiro do Rio Grande do Sul, Brasil.

Cruz Nórdica na bandeira da Suécia
Cruzes de São Jorge, Santo André e São Patrício na bandeira do Reino Unido
Suástica ou cruz gamada, um símbolo muito antigo
Bandeira da dinastia Paleólogo, com a cruz tetragâmica